# Коновалов, Александр Александрович
Александр Александрович Коновалов (21 января 1944, Москва —  2 декабря 2018) — российский политолог, эксперт по вопросам безопасности.

## Биография
Окончил Московский институт инженеров геодезии, аэрофотосъёмки и картографии с отличием в 1967 году по специальности оптико-электронные приборы и Московский институт электронного машиностроения в 1972 году по специальности прикладная математика. В 1977 году в МВТУ им. Баумана защитил диссертацию и получил степень кандидата технических наук.
В 1982 году был приглашен академиком Г. А. Арбатовым на работу в Институт США и Канады АН СССР, где проработал до 1998 года в должности директора Центра военной политики и системного анализа. Сфера профессиональных интересов — проблемы внешней и военной политики, национальной и международной безопасности, ограничении и сокращения вооружений, стратегической стабильности.
Профессор кафедры Мировых политических процессов МГИМО, президент Института стратегических оценок (неправительственный экспертный центр), политический консультант Первого канала.
Был членом рабочей аналитической группы при помощнике Президента Российской Федерации по национальной безопасности, созданной по решению Администрация президента Российской Федерации от 13 мая 1996 года.  Принимал активное участие в подготовке и написании Послания по национальной безопасности Президента Российской Федерации Федеральному собранию (13 июня 1996 г.). С 2003 года — член Экспертного совета при Комитете по международным делам Совета Федерации РФ.
В качестве приглашённого эксперта по военно-политическим проблемам дважды выступал на слушаниях в Конгрессе США, в Комитете по делам вооружённых сил Палаты представителей (1989 год) и в Комитете по международным делам Палаты представителей (1990 год). Выступал также в Европарламенте и парламентах ряда европейских стран.
Приглашённый лектор в Колумбийском университете (Нью-Йорк), январь-май 1991. Читал лекции в Брауновском университете, Беркли, Принстоне, Гарварде, Стэнфорде, университете Калифорнии [какой?], Иллинойсском университете, Луисвиллском университете, Военно-морском колледже [какой?] (США), Университете бундесвера (Германия, Universität der Bundeswehr München). С 1990 года по 1999 год регулярно, дважды в год, читал короткие лекционные курсы в Военном колледже НАТО в Риме (NATO Defense College). С 1995 года по 2000 год был профессором Европейского Центра по изучению проблем безопасности имени Дж. Маршалла, Гармиш-Партенкирхен, Германия. Профессор ГУ-ВШЭ.
Соавтор и редактор более двадцати книг и брошюр, изданных в России, США, Великобритании, Германии, Нидерландах, Бельгии и Италии.